# 414
414 (CDXIV) var ett normalår som började en torsdag i den julianska kalendern.

## Händelser

### Okänt datum
- Priscus Attalus utropas till västromersk kejsare i Bordeaux.
- Pulcheria utropar sig själv till östromersk kejsarinna.
- Biskop Abdas av Susa bränner ner ett zoroastriskt tempel. Som hämnd beordrar kung Yazdegerd att kristna kyrkor skall förstöras.
- Faxian återvänder från Indien och börjar översätta buddhistiska arbeten till kinesiska.
- Södra Liangstaten i Asien upplöses.

## Avlidna
- Synesius, biskop av Ptolemais i Libyen.